# Neognathodus
Genre
Neognathodus est un genre de conodontes du Carbonifère.

## Liste d'espèces
- †Neognathodus askynensis
- †Neognathodus atokaensis
- †Neognathodus bassleri
- †Neognathodus colombiensis
- †Neognathodus medexultimus
- †Neognathodus roundyi
- †Neognathodus symmetricus
- †Neognathodus uralicus

Le nom d'espèce Neognathodus bassleri est un hommage au  géologue et un paléontologue américain Ray S. Bassler.

## Utilisation en stratigraphie
Le Bashkirien, l'étage le plus ancien du Pennsylvanien (Carbonifère supérieur), contient six biozones basées sur des conodontes :
- la zone de Neognathodus atokaensis
- la zone de Declinognathodus marginodosus
- la zone de Idiognathodus sinuosus
- la zone de Neognathodus askynensis
- la zone de Idiognathoides sinuatus
- la zone de Declinognathodus noduliferus

Le Moscovien, le second étage du Pennsylvanien, peut être divisé biostratigraphiquement en cinq biozones à conodontes :
- la zone de Neognathodus roundyi et de Streptognathodus cancellosus
- la zone de Neognathodus medexultimus et de Streptognathodus concinnus
- la zone de Streptognathodus dissectus
- la zone de Neognathodus uralicus
- la zone de Declinognathodus donetzianus